# Новоселиця (курорт)
Новоселиця — гірськолижний курорт біля кордону із Словаччиною, розташований в селі Новоселиця.
Найближча залізнична станція Дубриничі (лінія Чоп-Самбір) знаходиться в семи кілометрах від Новоселиці. Над Новоселицею височіє стіна-скеля, яку іменують «Соколиною Стіною». З неї відкривається прекрасна панорама на лінію Карпатських гір і долину річки Уж. У лісовому масиві на околиці села є джерело з лікувальною мінеральною водою.

## Курорт
Гірськолижний курорт Новоселиця пропонує відпочивальникам катання на лижах, санчатах, сноубордах, підйомниках. Біля села є дві гори. Перша, гора Висока, загалом, і не заслуговує називатися горою, оскільки її висота становить всього 429 метрів. Проте для лижників така висота цілком прийнятна. До того ж, пагорб відрізняється різноманітністю рельєфу. Тут є і пологі спуски, і місця для трюків на сноубордах. Зліва від Високої розташовується гора Голиця. Її висота становить 983 метри, а один із схилів практично досягає кордону із Словаччиною.
Траса, прокладена за допомогою ратрака на горі Голиця, є досить широкою. Нахил тут постійний і помірний — від 14 до 16 градусів. Довжина траси становить 1040 метрів. Під час катання лижникові доводиться долати перепади висоти, рівні 168 метрам. Траса курорту Новоселиця обладнана для нічного катання, схил гори освітлюється.
- Довжина спусків: траса середньої складності близько 1200 м.
- Витяг: 1 бугель, довжина 950 м.